# Nodozana boudinoti
Nodozana boudinoti là một loài bướm đêm thuộc phân họ Arctiinae, họ Erebidae.